# NRJ FM
NRJ FM (Nowe Radio Jazz) – stacja radiowa z Katowic działająca od 2 listopada 2004 do 5 grudnia 2008.
Na antenie radia prezentowano muzykę gatunków m.in. chill out, smooth jazz, funk, soul, a także muzykę filmową. Dyrektorem programowym oraz muzycznym tej rozgłośni był Stanisław Trzciński. Ostatnim właścicielem rozgłośni była Grupa Eurozet.
W 2008 roku na częstotliwości NRJ FM rozpoczęła nadawanie stacja Chilli ZET.